# Egentliga Sverige

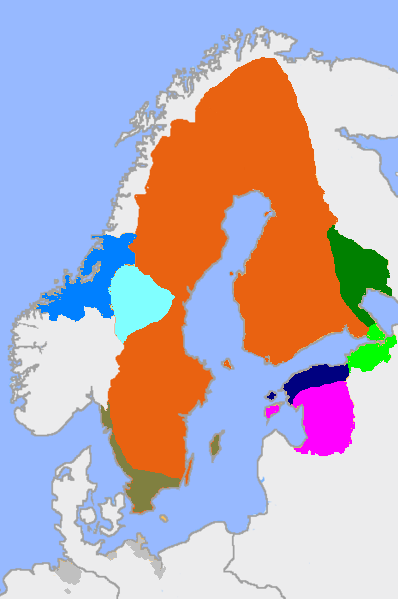
Sverige när det var som störst efter freden i Roskilde 1658. Egentliga Sverige är det röda området, som utgörs av de delar som var representerade i ståndsriksdagen. Resten är efter 1561 erövrade provinser. De olivgröna och ljusblåa områdena kom med tiden att ingå i egentliga Sverige.

Egentliga Sverige är en term som används för att skilja de territorier som var helt integrerade i Sverige från besittningar och stater i union med landet.
Från tidig medeltid fram till freden i Fredrikshamn 1809 ingick även dagens Finland som en fullt integrerad del av riket, Österland. Efter 1809 betecknar termen Sverige under nuvarande gränser.
Skåne, Blekinge, Halland och Bohuslän, som tidigare hade varit en del av Danmark (Bohuslän tillhörande den norska delen av Danmark-Norge), blev permanent svenska genom freden i Roskilde 1658, men det var inte förrän 1719 som de var fullt integrerade delar av egentliga Sverige.
Egentliga Sverige är, till skillnad från historiska landskapet Egentliga Finland, ett geografiskt område som har förändrats över tiden. Det senare är ett landskap i sydvästra Finland som har givit namn åt hela landet. 
Termen myntades av E. G. Geijer i Svenska folkets historia.